# Kurt Student
Kurt Arthur Benno Student, nemški vojaški pilot, letalski as, general, * 12. maj 1890, Birkholz, Züllichau-Schwiebus, † 1. julij 1978, Lemgo, Lippe.
Generalpolkovnik Luftwaffe Student se je med prvo svetovno vojno proslavil kot letalski as, med drugo svetovno vojno pa je postal znan kot poveljnik padalskih enot ter načrtovalec nekaterih uspešnih operacij.

## Življenjepis
3. marca 1910 je vstopil v oborožene sile in bil dodeljen 1. lovskemu bataljonu »Yorck von Wartenburg«, kjer je ostal do 1. avgusta 1914. Od 1. maja 1910 do 1. marca 1911 je bil na Vojni šoli Gdansk, nato pa še od 1. avgusta 1913 do 31. januarja 1914 na Vojaški letalski šoli v Berlin-Johannisthalu, kjer je 8. avgusta 1913 prejel pilotsko licenco. 1. februarja 1914 je bil dodeljen Letalni postaji Posen, potem pa k 2. letalskemu bataljonu, kjer je ostal do 31. marca 1914. 2. junija 1914 pa je postal stalni pilot pri 2. letalskem bataljonu; tu je ostal do 1. avgusta, ko je bil premeščen k 17. poljskemu letalskemu bataljonu.
Od 10. februarja 1916 do 16. maja istega leta je služil v 19. bojni eskadrilji 4. bojnega polka Vrhovnega poveljstva kopenske vojske. 17. maja 1916 je dobil svojo prvo poveljniško mesto, ko je bil postavljen za poveljnika Fokker eskadrilje 3. višjega poveljstva kopenske vojske. Od 7. oktobra do 15. oktobra 1916 je bil spet pilot v 9. lovski eskadrilji, nakar je bil 16. oktobra postavljen za poveljnika te eskadrilje. 2. maja 1917 je bil v letalskem boju ranjen in poslan v bolnišnico. Po okrevanju se je 12. julija istega leta vrnil v aktivno sestavo in prevzel poveljstvo lovske skupine 3. armade. 25. februarja 1918 je bil dodeljen 3. letalskem nadomestnemu bataljonu, katerega vodja poletov je postal 2. marca 1918. Med prvo svetovno vojno je imel priznanih 6 zračnih zmag in eno nepotrjeno.
Od 14. avgusta 1918 do 30. septembra 1919 je postal vodja Oddelka za eksperimente in znanost Adlershost pri Poveljstvu za letalstvo. 1. oktobra 1919 je bil prestavljen v Procesno pisarno Inšpekcije za letalske enote, kjer je ostal do 31. marca 1920, ko je postal svetovalec za letalsko tehnologijo pri Inšpekciji za orožje in opremo Vojnega ministrstva. Od 1. oktobra do 30. oktobra 1921 je bil premeščen k Poveljniku vadbišča Arys in istočasno dodeljen Vojaški mirovni komisiji. 30. oktobra je bil udeležen v nesreči s jadralnim letalom, nakar je še zbolel. Po okrevanju je bil dodeljen Inšpekciji za orožje in opremo Vojnega ministrstva, kjer je ostal do 30. novembra 1922, ko je postal svetovalec in vodja skupine Letalska tehnologija pri Inšpekciji za orožje in opremo Vojnega ministrstva. 1. novembra 1928 je bil prestavljen v štab trenažnega bataljona 2. pehotnega polka, nato pa je bil 1. decembra istega leta dodeljen 10. četi istega polka. 1. januarja 1929 je postal četni poveljnik v 2. pehotnem polku. Od 1. februarja 1931 do 31. januarja 1933 je bil poveljnik I. bataljona 3. pehotnega polka; v tem času je opravil tudi dva posebna letalska treninga v Würzburgu (od 19. maja do 6. oktobra 1931 ter od 13. novembra do 27. novembra 1932).
1. februarja 1933 je bil dodeljen Poveljniku Berlina, nakar je bil 1. septembra istega leta premeščen k Luftwaffe kot častnik za posebne naloge pri Državnem letalskem ministrstvu. Od 1. oktober 1933 do 31. julija 1935 je bil poveljnik Tehnični šol Luftwaffe v Jüterbogu, nato pa je 1. avgusta 1935 postal poveljnik Letalskega testnega ozemlja in poveljnik Letalske baze Rechlin. V tem obdobju je bil od 8. septembra do 17. septembra tudi poveljnik 3. letalskega polka, ki je nastopil na dnevu NSDAP v Nürnbergu. 1. oktobra 1936 je postal poveljnik Letalsko-oborožitvenih šol in načelnik štaba Poveljstva letalskih šol; ti dve dolžnosti je opravljal do 1. marca 1937, ko je postal Inšpektor letalskih šol. Od 1. oktobra 1937 do 31. marca 1938 je bil Poveljnik 4. višjega letalskega območja. 1. aprila 1938 je postal poveljnik 3. letalske divizije.
4. julija 1938 se je začela njegova zelo uspešna kariera pri padalskih enotah, saj je tega dne postal Poveljnik padalcev in zračnopristajalnih enot. Tako je 1. septembra 1938 postal poveljnik 7. letalske divizije; od 1. februarja 1939 do 31. maja 1941 je bil istočasno še Inšpektor za padalske in zračnopristajalne enote. Divizija je pod njegovim poveljstvom zavzela belgijsko trdnjavo Eben-Emael in Rotterdam; tam je bil 14. maja 1940 hudo ranjen in poslan v bolnišnico. 1. januarja 1941 je postal poveljnik XI. zračnopristajalnega korpusa, ki mu je poveljeval do 31. maja 1941; v tem času je vodil padalsko-zračnopristajalni del operacije Merkur, ki je dosegla svoj cilj (zavzetje Krete), a za ceno visokih žrtev med napadalci.
1. junija 1941 je postal Poveljujoči general vseh padalskih formacij. V tem času je tudi zasnoval operacijo Hrast, katere cilj je bil osvoboditev Benita Mussolinija; v tej akciji so sodelovali tudi pripadniki Waffen-SS pod poveljstvo Otta Skorzenyja. To dolžnost je opravljal do 1. marca 1944, ko je postal vrhovni poveljnik 1. padalske armade. 27. oktobra 1944 je postal poveljnik Armadne skupine Student, tako da je istočasno poveljeval dvem formacijam. Od 7. novembra 1944 do 25. januarja 1945 je bil poveljnik Armadne skupine H, ki se je borila proti napredujočim zahodnim zaveznikom. Nato je prevzel dolžnost Vrhovnega šefa padalcev, katero je opravljal do konca vojne. Od 28. januarja do 30. marca 1945 je dodeljen častniški rezervi OKL, nato pa je 31. marca ponovno postal poveljnik Armadne skupine Student ter 10. aprila 1945 poveljnik 1. padalske armade. 29. aprila 1945 je bil dodeljen poveljstvu Armadne skupine Vistula, ki pa nikoli ni postalo operativno. V britanskem vojnem ujetništvu je bil od 8. maja 1945 do leta 1948.
Britanci so leta 1946 sprožili proti njemu sodni proces ter ga obtožili vojnih zločinov ter kršitev vojnega prava, ki so se zgodili v času napada na Kreto. Spoznali so ga krivega le za kršitve vojnega prava (npr. prisilno delo ujetih vojakov na otoku), ga obsodili na 5 let zapora, toda kazen ni bila potrjena ter tako tudi nikoli izvršena.

## Napredovanja
- Fähnrich (3. marec 1910)
- poročnik (20. marec 1911)
- nadporočnik (18. junij 1915)
- Rittmeister (20. junij 1918)
- major (1. januar 1930)
- podpolkovnik (?)
- polkovnik (1. oktober 1935)
- generalmajor (1. april 1938)
- generalporočnik (1. januar 1940)
- general letalcev (pozneje preimenovan v generala padalskih enot, 29. maj 1940)
- generalpolkovnik (13. julij 1944)

## Zračne zmage
| Št.        | Datum              | Enota   | Nasprotnik  | Kraj        |
| nepotrjena | 30. september 1915 | FFA 17  | Moraine     | Galicija    |
| 1.         | 6. julij 1916      | AOK 3   | Nieuport 11 | Peronne     |
| 2.         | 1. avgust 1916     | AOK 3   | Caudron     | Vaux        |
| 3.         | 8. avgust 1916     | AOK 3   | Nieuport    | St. Souplet |
| 4.         | 16. marec 1917     | Jasta 9 | Nieuport    | ?           |
| 5.         | 22. avgust 1917    | Jasta 9 | Nieuport    | Hrib 304    |
| 6.         | 1. november 1917   | Jasta 9 | Nieuport    | Ripont      |

## Odlikovanja
- viteški križ železnega križa (18.; 12. maj 1940)
- viteški križ železnega križa s hrastovimi listi (305.; 27. september 1943)
- 1914 železni križec I. razreda (29. avgust 1915)
- 1914 železni križec II. razreda (26. september 1914)
- viteški križec kraljevega pruskega dvornega reda Hohenzollerjev z meči (5. junij 1917)
- kraljevo prusko odlikovanje letalcev (27. februar 1914)
- viteški red II. razreda kraljevega saškega reda Albrechta z meči (21. junij 1915)
- Častna časa za zmagovalca zračnega boja
- črni ranjenski znak 1918
- kraljevo prusko spominsko odlikovanja (10. september 1919)
- Častni križec za frontne bojevnike (30. januar 1935)
- Znak vodje zračnega plovila (21. maj 1935)
- odlikovanje Wehrmachta za služenje IV. do I. razreda (2. oktober 1936)
- medalja za združitev 01.10.1938 s priponko »Prager Burg« (5. junij 1939)
- splošno odlikovanje za vodje zračnega plovila in opazovalce v zlatu z briljanti
- Priponka k EK I (20. september 1939)
- Priponka k EK II (20. september 1939)
- ranjenski znak 1939 v srebru
- rokavni trak Kreta